# Gert Perneklo
Gert Perneklo (* 19. März 1951) ist ein ehemaliger schwedischer Badmintonspieler. 

## Karriere
Gert Perneklo gewann 1967 seine ersten beiden Juniorentitel in Schweden, vier weitere folgten bis 1969. Höhepunkt seiner Laufbahn im Badminton waren der Gewinn der Goldmedaille im Mixed mit Karin Lindquist bei der Europameisterschaft der Junioren 1969 und der Bronzemedaillengewinn bei der Europameisterschaft der Erwachsenen 1972, diesmal im Mixed mit Eva Twedberg.

## Sportliche Erfolge
| Veranstaltung | Saison                                      | Disziplin    | Platz | Name                                                    |
| ------------- | ------------------------------------------- | ------------ | ----- | ------------------------------------------------------- |
| 1966/1967     | Schweden: Einzelmeisterschaft U19           | Herreneinzel | 1     | Gert Perneklo (BK Aura)                                 |
| 1966/1967     | Schweden: Einzelmeisterschaft U19           | Herrendoppel | 1     | Kenneth Holmström / Gert Perneklo (BK Aura)             |
| 1967/1968     | Schweden: Einzelmeisterschaft U19           | Herrendoppel | 1     | Mats Andersson / Gert Perneklo (BK Aura)                |
| 1968/1969     | Schweden: Einzelmeisterschaft U19           | Mixed        | 1     | Gert Perneklo / Karin Lindquist (BK Aura / BK Eken)     |
| 1968/1969     | Schweden: Einzelmeisterschaft U19           | Herreneinzel | 1     | Gert Perneklo (BK Aura)                                 |
| 1968/1969     | Schweden: Einzelmeisterschaft U19           | Herrendoppel | 1     | Gert Perneklo / Lars Wengberg (BK Aura / MFF)           |
| 1969          | Europameisterschaft der Junioren            | Mixed        | 1     | Gert Perneklo / Karin Lindquist                         |
| 1969          | Norwegen: Internationale Meisterschaften    | Herrendoppel | 2     | Sture Johnsson / Gert Perneklo                          |
| 1969/1970     | Schweden: Einzelmeisterschaft               | Herrendoppel | 1     | Sture Johnsson / Gert Perneklo (Hisingen / BK Aura)     |
| 1970/1971     | Schweden: Einzelmeisterschaft               | Mixed        | 1     | Gert Perneklo / Eva Twedberg (MAI)                      |
| 1971          | Norwegen: Internationale Meisterschaften    | Mixed        | 1     | Gert Perneklo / Eva Twedberg                            |
| 1971/1972     | Schweden: Einzelmeisterschaft               | Herrendoppel | 1     | Sture Johnsson / Gert Perneklo (Spårvägen / BK Aura)    |
| 1971/1972     | Schweden: Einzelmeisterschaft               | Mixed        | 1     | Gert Perneklo / Eva Twedberg (MAI)                      |
| 1972          | Europameisterschaft                         | Mixed        | 3     | Gert Perneklo / Eva Twedberg                            |
| 1972/1973     | Deutschland: Internationale Meisterschaften | Mixed        | 1     | Gert Perneklo / Eva Twedberg                            |
| 1973/1974     | Schweden: Einzelmeisterschaft               | Mixed        | 1     | Gert Perneklo / Eva Stuart (MAI)                        |
| 1986/1987     | Schweden: Einzelmeisterschaft O35           | Herrendoppel | 1     | Bertil Lindgren / Gert Perneklo (Enighet)               |
| 1990/1991     | Schweden: Einzelmeisterschaft O35           | Mixed        | 1     | Gert Perneklo / Ewa Carlander (Malmö BK / Göteborgs BK) |